# ثاني كبريتيد الكربون (صفحة البيانات)
هذه الصفحة توفى بيانات كيميائية تكميلية عن مادة ثاني كبريتيد الكربون (carbon disulfide).

## صحيفة بيانات سلامة المواد
يتطلب التعامل مع هذه المادة الكيميائية اتخاذ احتياطات أمان كبيرة. إضافة إلى ذلك، من المستحسن بشدة البحث عن ورقة بيانات سلامة المواد (MSDS) الخاصة بهذه المادة من مصدر موثوق مثل SIRI، وتتبع توجيهاتها. هي متوفرة من شركة Mallinckrodt Baker

## البنية والخصائص العامة
| البنية والخصائص          | البنية والخصائص |
| ------------------------ | --- |
| معامل الانكسار، ند       | 1.6276 عند 20 درجة مئوية |
| رقم آبي                  | ؟ |
| ثابت العزل الكهربائي، εr | 2.641 ε0 عند 20 درجة مئوية |
| قوة الرابطة              | ؟ |
| طول الرابطة              | ؟ |
| زاوية الرابطة            | ؟ |
| القابلية المغناطيسية     | ؟ |
| التوتر السطحي            | 35.3 داين/سم عند 0 درجة مئوية </br> 32.3 دين/سم عند 20 درجة مئوية |
| اللزوجة                  | 0.495 ميجا باسكال ثانية عند -10 درجة مئوية </br> 0.436 ميجا باسكال·ثانية عند 0 درجة مئوية </br> 0.380 ميجا باسكال ثانية عند 5 درجة مئوية </br> 0.363 ميجا باسكال·ثانية عند 20 درجة مئوية |

## ضغط بخار السائل
| P بالملم زئبق                | P بالملم زئبق                | 1     | 10    | 40    | 100  | 400  | 760  | 1520 | 3800  | 7600  | 15200 | 30400 | 45600 |
| درجة الحرارة بالدرجة المئوية | درجة الحرارة بالدرجة المئوية | -73.8 | -44.7 | -22.5 | -5.1 | 28.0 | 46.5 | 69.1 | 104.8 | 136.3 | 175.5 | 222.8 | 256.0 |

تم الحصول على بيانات هذا الجدول من CRC Handbook of Chemistry and Physics 44th ed.

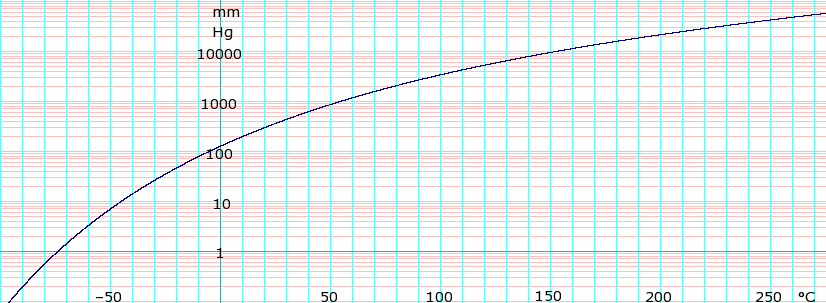
سجل_{10} من ضغط بخار ثاني كبريتيد الكربون. يستخدم الصيغة: تم الحصول عليها من CHERIC

## البيانات الطيفية
| الأشعة فوق البنفسجية والمرئية          | الأشعة فوق البنفسجية والمرئية |
| -------------------------------------- | ----------------------------- |
| λالحد الأقصى                           | ؟ ن م                         |
| معامل الانقراض، ε                      | ؟                             |
| الأشعة تحت الحمراء                     |                               |
| نطاقات الامتصاص الرئيسية               | ؟ سم− 1                       |
| الرنين النووي المغناطيسي               |                               |
| الرنين النووي المغناطيسي للبروتون      |                               |
| الرنين النووي المغناطيسي للكربون-13    |                               |
| بيانات الرنين المغناطيسي النووي الأخرى |                               |
| مطيافية الكتلة                         |                               |
| كتل من </br> الأجزاء الرئيسية          |                               |